# La Filadora
La Filadora és una cançó popular molt estesa i coneguda arreu del territori català. Es tracta d'una bressola de temàtica nadalenca que conta la història d'una jove que malgrat la seva edat i condició no fa el que devia fer (filar), i ha d'anar a cercar la peça filada a la casa del teixidor; de camí es troba al jove galant i tenen una agradable conversa. Es pot trobar amb ordres d'estrofes i versions diferents, i inclús amb una temàtica que no té res a veure amb el Nadal, ja que el patrimoni popular varia d'una manera imprevisible.
Aquesta peça forma part d'un cànon de la música popular catalana que apareix molt arrelat en la societat actual, i encara que el sistema de transmissió d'aquesta música és oral i sense cap necessitat de tindre coneixements musicals, la voluntat d'utilitzar-la i de preservar-la des de la Renaixença catalana ens deixa una gran quantitat de versions d'aquesta (i d'altres com Els tres tambors, Els Segadors…) a nivells més acadèmics com l'harmonització per a cor d'Amadeu Vives per a la inauguració de l'Orfeó Català o les sardanes per a cobla de Pere Rigau i Josep Serra i Bonal. També l'ha interpretat personalitats de renom com Jordi Savall i Monserrat Figueras o Victòria dels Àngels.
Quant a populars, aquestes cançons són fortament representatives del territori català i és per això que la voluntat de potenciar-les ha vingut amb l'ajuda de les institucions i de cercles burgesos gràcies al nacionalisme català. No hem d'oblidar que aquest patrimoni pertany a tots i no sols al nacionalisme, però la senzillesa d'aquestes melodies potser hauria desaparegut de no ser per aquest moviment.